# Kiyomi
Kiyomi (清見, kiyomi) é uma fruta cítrica japonesa, híbrida do cruzamento da mikan com a trovita (Citrus sinensis (L.) Osbeck).
Este tipo de cítrico foi o primeiro tangor criado no Japão em 1949. Recebeu o nome de Kiyomi por ter sido desenvolvida nas redondezas do templo Seiken-ji (清見寺) e do lago Kiyomi-gata (清見潟) na estação de pesquisas em Shizuoka de acordo com o "Tangor Nōrin No.1" em 1979.
A kiyomi é doce e seu teor de açúcar é normalmente 11–12°Bx chegando a alcançar até 13°Bx em condições favoráveis. A quantidade de ácido cítrico é por volta de 1%. O fruto não possui sementes e sua colheita é realizada no final de março. Seu sabor é similar ao da mikan enquanto seu aroma é parecido ao de uma laranja.
A kiyomi é monogênica, e por isso é largamente usada junto a outros parentes cítricos para a criação de novos híbridos como a decopom.
- Este artigo foi inicialmente traduzido, total ou parcialmente, do artigo da Wikipédia em inglês cujo título é «Kiyomi».